# Championnats du monde de patinage artistique 1930
Navigation
Mondiaux 1929 Mondiaux 1931
Les championnats du monde de patinage artistique 1930 ont lieu du 3 au 5 février 1930 à New York aux États-Unis. 
Ce sont les premiers mondiaux organisés aux États-Unis et sur le continent américain. C'est aussi la première fois que les trois compétitions artistiques sont organisés dans un même lieu.

## Qualifications
Les patineurs sont éligibles à l'épreuve s'ils représentent une nation membre de l'Union internationale de patinage (International Skating Union en anglais). Les fédérations nationales sélectionnent leurs patineurs en fonction de leurs propres critères. 

## Podiums
| Épreuves                      | Or                          | Argent                         | Bronze                            |
| ----------------------------- | --------------------------- | ------------------------------ | --------------------------------- |
| Messieurs résultats détaillés | Karl Schäfer                | Roger Turner                   | Georges Gautschi                  |
| Dames résultats détaillés     | Sonja Henie                 | Cecil Smith                    | Maribel Vinson                    |
| Couples résultats détaillés   | Andrée Joly / Pierre Brunet | Melitta Brunner / Ludwig Wrede | Beatrix Loughran / Sherwin Badger |

## Tableau des médailles
| Rang  | Nation     | Or | Argent | Bronze | Total |
| ----- | ---------- | -- | ------ | ------ | ----- |
| 1     | Autriche   | 1  | 1      | 0      | 2     |
| 2     | France     | 1  | 0      | 0      | 1     |
| 2     | Norvège    | 1  | 0      | 0      | 1     |
| 4     | États-Unis | 0  | 1      | 2      | 3     |
| 5     | Canada     | 0  | 1      | 0      | 1     |
| 6     | Suisse     | 0  | 0      | 1      | 1     |
| Total | Total      | 3  | 3      | 3      | 9     |

## Détails des compétitions

### Messieurs
| Rang | Nom                 | Nation     | Places | Points | Fig. impo. | Prog. libre |
| ---- | ------------------- | ---------- | ------ | ------ | ---------- | ----------- |
| 1    | Karl Schäfer        | Autriche   | 5      |        |            |             |
| 2    | Roger Turner        | États-Unis | 11     |        |            |             |
| 3    | Georges Gautschi    | Suisse     | 19     |        |            |             |
| 4    | Montgomery Wilson   | Canada     | 20     |        |            |             |
| 5    | Ludwig Wrede        | Autriche   | 20     |        |            |             |
| 6    | Gail Borden         | États-Unis | 32     |        |            |             |
| 7    | James Lester Madden | États-Unis | 35     |        |            |             |
| 8    | William Nagle       | États-Unis | 38     |        |            |             |

### Dames
| Rang | Nom              | Nation     | Places | Points | Fig. impo. | Prog. libre |
| ---- | ---------------- | ---------- | ------ | ------ | ---------- | ----------- |
| 1    | Sonja Henie      | Norvège    | 5      |        |            |             |
| 2    | Cecil Smith      | Canada     | 12     |        |            |             |
| 3    | Maribel Vinson   | États-Unis | 16     |        |            |             |
| 4    | Constance Wilson | Canada     | 19     |        |            |             |
| 5    | Melitta Brunner  | Autriche   | 23     |        |            |             |
| 6    | Suzanne Davis    | États-Unis | 30     |        |            |             |

### Couples
| Rang | Nom                                      | Nation     | Places | Points |
| ---- | ---------------------------------------- | ---------- | ------ | ------ |
| 1    | Andrée Joly / Pierre Brunet              | France     | 6.5    |        |
| 2    | Melitta Brunner / Ludwig Wrede           | Autriche   | 13.5   |        |
| 3    | Beatrix Loughran / Sherwin Badger        | États-Unis | 16     |        |
| 4    | Constance Samuel / Montgomery Wilson     | Canada     | 21     |        |
| 5    | Isobel Rogers / Melville Rogers          | Canada     | 25.5   |        |
| 6    | Theresa Weld-Blanchard / Nathaniel Niles | États-Unis | 30.5   |        |
| 7    | Maude Smith / Jack Eastwood              | Canada     | 32.5   |        |
| 8    | Edith Secord / Joseph Savage             | États-Unis | 34.5   |        |